# Max Hoff
Max Hoff (Troisdorf, 12 september 1982) is een Duits kanovaarder.
Hoff won tijdens de Olympische Zomerspelen 2016 de gouden medaille in de K-4 1000m. Vier jaar later om Hoff de bronzen medailles in de K-1 1000 meter.

## Belangrijkste resultaten

### Olympische Zomerspelen
| Editie | Plaats         | Resultaten             |
| ------ | -------------- | ---------------------- |
| 2008   | Peking         | 5e K-1 1000m           |
| 2012   | Londen         | K-1 1000m 4e K-4 1000m |
| 2016   | Rio de Janeiro | K-4 1000m 7e K-1 200 m |
| 2020   | Tokio          | K-2 1000m              |

### Wereldkampioenschappen vlakwater
| Jaar | Plaats           | Resultaten              |
| ---- | ---------------- | ----------------------- |
| 2009 | Dartmouth        | K-1 1000 m              |
| 2010 | Poznań           | K-1 1000 m · K-1 5000 m |
| 2011 | Szeged           | K-1 1000 m · K-1 5000 m |
| 2013 | Duisburg         | K-1 1000m               |
| 2014 | Moskou           | K-1 5000m               |
| 2015 | Milaan           | K-1 5000m               |
| 2017 | Račice           | K-1 5000m               |
| 2018 | Montemor-o-Velho | K-2 1000m               |
| 2019 | Szeged           | K-2 1000 m · K-1 5000m  |

1964: Anatoli Grisjin & Vjatsjeslav Ionov & Vladimir Morozov & Nikolai Tsjoezjikov ·
1968: Steinar Amundsen & Tore Berger & Jan Johansen & Egil Søby ·
1972: Valeri Didenko & Joeri Filatov & Vladimir Morozov & Joeri Stetsenko ·
1976: Aleksandr Degtjarev & Joeri Filatov & Vladimir Morozov & Sergej Tsjoechrai ·
1980: Bernd Duvigneau & Rüdiger Helm & Harald Marg & Bernd Olbricht ·
1984: Grant Bramwell & Ian Ferguson & Paul MacDonald & Alan Thompson ·
1988: Attila Ábrahám & Ferenc Csipes & Zsolt Gyulay & Sándor Hódosi ·
1992: Mario von Appen & Oliver Kegel & Thomas Reineck & André Wohllebe ·
1996: Detlef Hofmann & Thomas Reineck & Olaf Winter & Mark Zabel ·
2000: Gábor Horváth & Zoltán Kammerer & Botond Storcz & Ákos Vereckei ·
2004: Gábor Horváth & Zoltán Kammerer & Botond Storcz & Ákos Vereckei ·
2008: Abalmasaw & Litvintsjoek & Machnew & Pjatroesjenka ·
2012: Jacob Clear & Dave Smith & Tate Smith & Murray Stewart ·
2016: Marcus Groß & Max Hoff & Tom Liebscher & Max Rendschmidt